# سیارک ۱۴۱۷۲
سیارک ۱۴۱۷۲ (به انگلیسی: 14172 Amanolivere، نامگذاری:1998VN8) چهارده هزار و صد و هفتاد و دومین سیارک کشف شده‌است که در ۱۰ نوامبر ۱۹۹۸ کشف شد.
قدر مطلق سیارک برابر ۱۷.۸ است.